# Enciclopedia Literaria Concisa
La Enciclopedia Literaria Concisa (una traducción del original ruso Краткая литературная энциклопедия) es una enciclopedia literaria publicada en la Unión Soviética entre 1962 y 1978. Está escrita en ruso y consta de nueve volúmenes. Fue descrita en 1981 como la obra de referencia en el campo de la literatura rusa más importante en aparecer en la Unión Soviética. En un principio estuvo prevista la publicación de sólo tres volúmenes. Alekséi Surkov fue el editor principal de la enciclopedia, aunque su nombre no aparecería en el último volumen.